# Бромид рения(IV)
Бромид рения(IV) — неорганическое соединение, соль металла рения и бромистоводородной кислоты с формулой ReBr4, 
тёмно-красное вещество.

## Получение
- Прямое взаимодействие чистых веществ:

{\displaystyle {\mathsf {Re+2Br_{2}\ {\xrightarrow {}}\ ReBr_{4}}}}
- Разложение гексаброморениевой кислоты:

{\displaystyle {\mathsf {H_{2}[ReBr_{6}]\ {\xrightarrow {T}}\ ReBr_{4}+2HBr}}}
- Диспропорционирование бромида рения(V) под действием воды:

{\displaystyle {\mathsf {3ReBr_{5}+3H_{2}O\ {\xrightarrow {T}}\ 2ReBr_{4}+ReO_{3}Br+6HBr}}}
- Осторожное выпаривание раствора рениевой кислоты в избытке бромоводородной кислоты.

## Физические свойства
Бромид рения(IV) образует тёмно-красное вещество. Он сильно гигроскопичен, хорошо растворим в воде, ацетоне и диэтиловом эфире.

## Химические свойства
- Окисляется при нагревании:

{\displaystyle {\mathsf {2ReBr_{4}+3O_{2}\ {\xrightarrow {100-120^{o}C}}\ 2ReO_{3}Br+3Br_{2}}}}